# Penicillium nodositatum
Penicillium nodositatum är en svampart som beskrevs av Valla 1989. Penicillium nodositatum ingår i släktet Penicillium och familjen Trichocomaceae.   Inga underarter finns listade i Catalogue of Life.